# 사이공 (1988년 영화)
사이공(Saigon)은  미국이 베트남 전쟁을 소재로 제작한 전쟁영화이다. 베트남전쟁이 한창이던 사이공에서 미군들을 상대하던 창녀들이 차례로 살해되는 사건이 발생하는 내용이 배경이다.

## 출연

### 주연
- 윌렘 대포
- 그레고리 하인즈

### 조연
- 프레드 워드
- 아만다 페이스
- 키스 데이빗
- 케이 통 림
- 스콧 글렌

## 기타
- 협력프로듀서: 마이클 S. 그릭
- 미술: J. 데니스 워싱턴
- 배역: 제인 페인버그
- 배역: 주디 테일러